# Diocese de Udupi
A Diocese de Udupi (Latim:Dioecesis Udupiensis) é uma diocese localizada no município de Udupi, no estado de Carnataca, pertencente a Arquidiocese de Bangalore na Índia. Foi fundada em 16 de julho de 2012 pelo Papa Bento XVI. Com uma população católica de 61.318 habitantes, sendo 5,2% da população total, possui 52 paróquias com dados de 2018.

## História
Em 16 de julho de 2012 o Papa Bento XVI cria a Diocese de Udupi através do território da Diocese de Mangalore.

## Lista de bispos
A seguir uma lista de bispos desde a criação da diocese em 2012.
|                 | Nome              | Período         | Notas           |
| Bispos de Udupi | Bispos de Udupi   | Bispos de Udupi | Bispos de Udupi |
| --------------- | ----------------- | --------------- | --------------- |
| 1º              | Gerald Isaac Lobo | 2012 - atual    |                 |